# 堂島

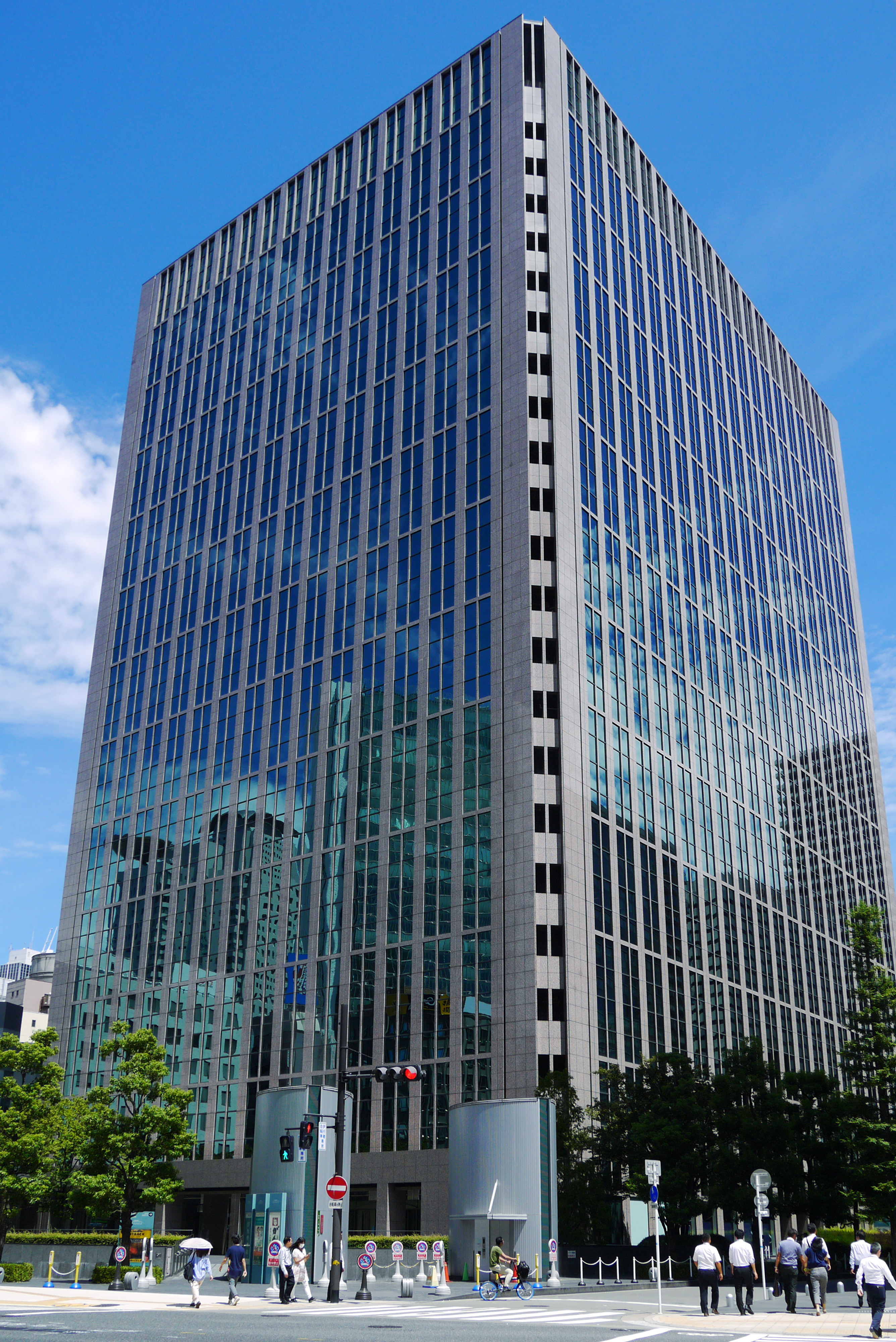
堂島アバンザ（旧毎日新聞大阪本社社屋跡に建設された複合ビル）

堂島（どうじま）は、大阪府大阪市北区・福島区の地域名。または、北区の町名。現行行政地名は堂島一丁目から堂島三丁目。

## 地理・概要
堂島は本来堂島川と曽根崎川（現在は埋立）に囲まれていた中州の地名で、中州の東端は難波小橋跡、西端は上船津橋北詰付近となり、現在の町名では以下に該当する。
- 北区西天満2丁目5番の西部・2丁目6番
- 北区堂島浜1 - 2丁目
- 北区堂島1 - 2丁目・3丁目1番[注釈 1]
- 福島区福島1丁目1番・2丁目1番・3丁目1番
- 福島区玉川1丁目1番

現行行政地名としての堂島は、堂島川を挟んで南は中之島、曽根崎川跡を挟んで東は西天満、北は曾根崎新地（北新地）・梅田・福島に接する。
大阪キタの繁華街に南接し、大阪駅前の地下街「ディアモール大阪（ダイヤモンド地下街）」より堂島の地下街「ドージマ地下センター（堂島地下街）」に繋がり、梅田より連続する大規模なオフィス街を形成している。堂島1丁目は1990年から1992年まで大阪で最も地価が高い場所だった。
江戸時代より新地・米市場・蔵屋敷地として栄え、中央に南北幹線の四つ橋筋が通るが、この四つ橋筋を挟むように高層ビルが立ち並び、中之島・北浜（淀屋橋）とともに古くから大企業の本社や支社が集まるオフィス街となっている。一方、北新地に包含される北東端は歓楽街の色彩を帯びている。

## 歴史

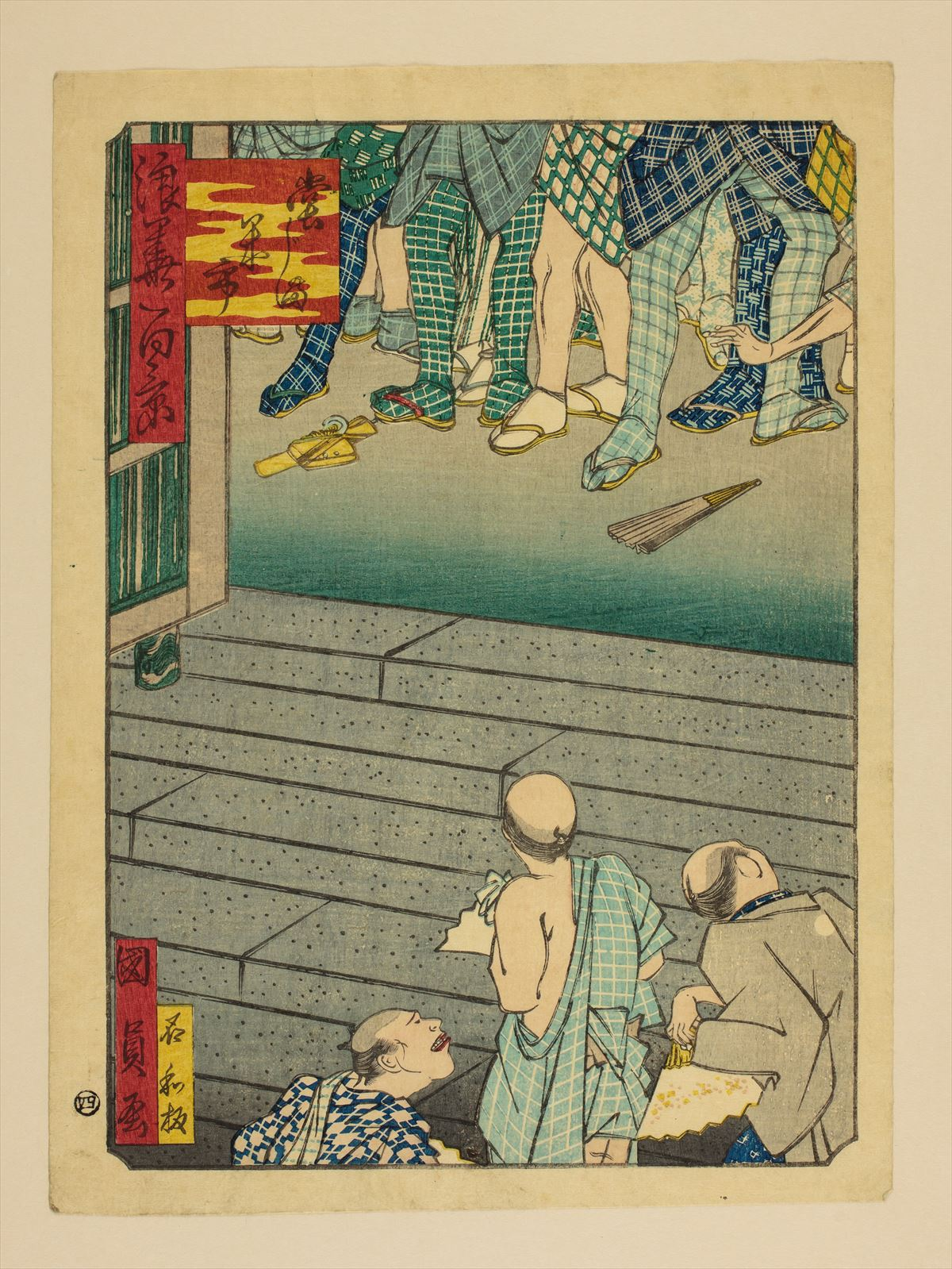
堂じま米市（浪花百景）。堂島米会所に集まった仲買人たちの足元が描かれている。

堂島は淀川本流であった堂島川の北に形成された中州で、北を西流する分流を曽根崎川（蜆川）という。地名は薬師堂があったことから「堂島」になったといわれる。1685年（貞享2年）に河村瑞賢によって堂島川・曽根崎川の改修が開始されると、それに伴って堂島に新地が開発されて、1688年（元禄元年）に堂島新地が誕生した。
江戸幕府は開発後の振興策として茶屋の設営を許可、大坂市街（大坂三郷）の北に位置したため、北の遊里・北の色里などと呼ばれる繁華街になった。
1697年（元禄10年）、近世の代表的な豪商である淀屋の自宅前、淀屋橋南詰の路上で開かれていた米市が堂島（大江橋北詰）に移され、次第に米取引の場「堂島米市場」へと変貌して行った。1708年（宝永5年）には曽根崎川の北岸に曾根崎新地が誕生し、1730年（享保15年）に堂島米会所が開設される頃には、堂島新地のほとんどの遊里は曾根崎新地へ移転していた。
堂島米会所では世界初の近代的な商品先物取引が行われていた。全国から堂島に廻送された年貢米は年間100万石とも150万石とも伝えられ、堂島の西半にはそれらを保管する倉庫と屋敷を兼ねた諸藩の蔵屋敷が建ち並び、その数は中之島に次ぐものとなっていった。
1878年（明治11年）に堂島川と大阪駅を結ぶ堂島掘割が開削されて、東西に二分された。1909年（明治42年）には天満から福島あたりまで燃え広がった北の大火が発生。大火で生じた瓦礫で曽根崎川の東半（堂島掘割以東）が埋め立てられ、1923年（大正12年）には残る西半も埋め立てられて、曾根崎新地・梅田・福島と地続きになった。米取引は昭和初期まで行われていたが、戦時統制により1940年（昭和15年）に廃止された。堂島掘割は1967年（昭和42年）に埋め立てられ、阪神高速11号池田線が通っている。
近年では、毎日新聞大阪本社（旧：大阪毎日新聞）と毎日放送の社屋を併設した「毎日大阪会館」があったが、北側部分は堂島アバンザという商業・ビジネスビルに再開発された。旧社屋玄関は堂島アバンザのモニュメントとして使われている。南側部分もエルセラーン化粧品がホテルを、東西土地建物が高層ビルを建設し、それぞれホテルエルセラーン大阪、堂島プラザビルとして2010年春に開業、新たな賑わいを見せている。堂島浜にある村野藤吾設計の新ダイビル（旧：新大阪ビル、1958年竣工）も高層ビルへ建て替えられた。堂島地区西部はNTTデータなどのNTTテレパーク堂島がある。

### 町名の変遷
明治初頭には以下の通り（北から南の順）。

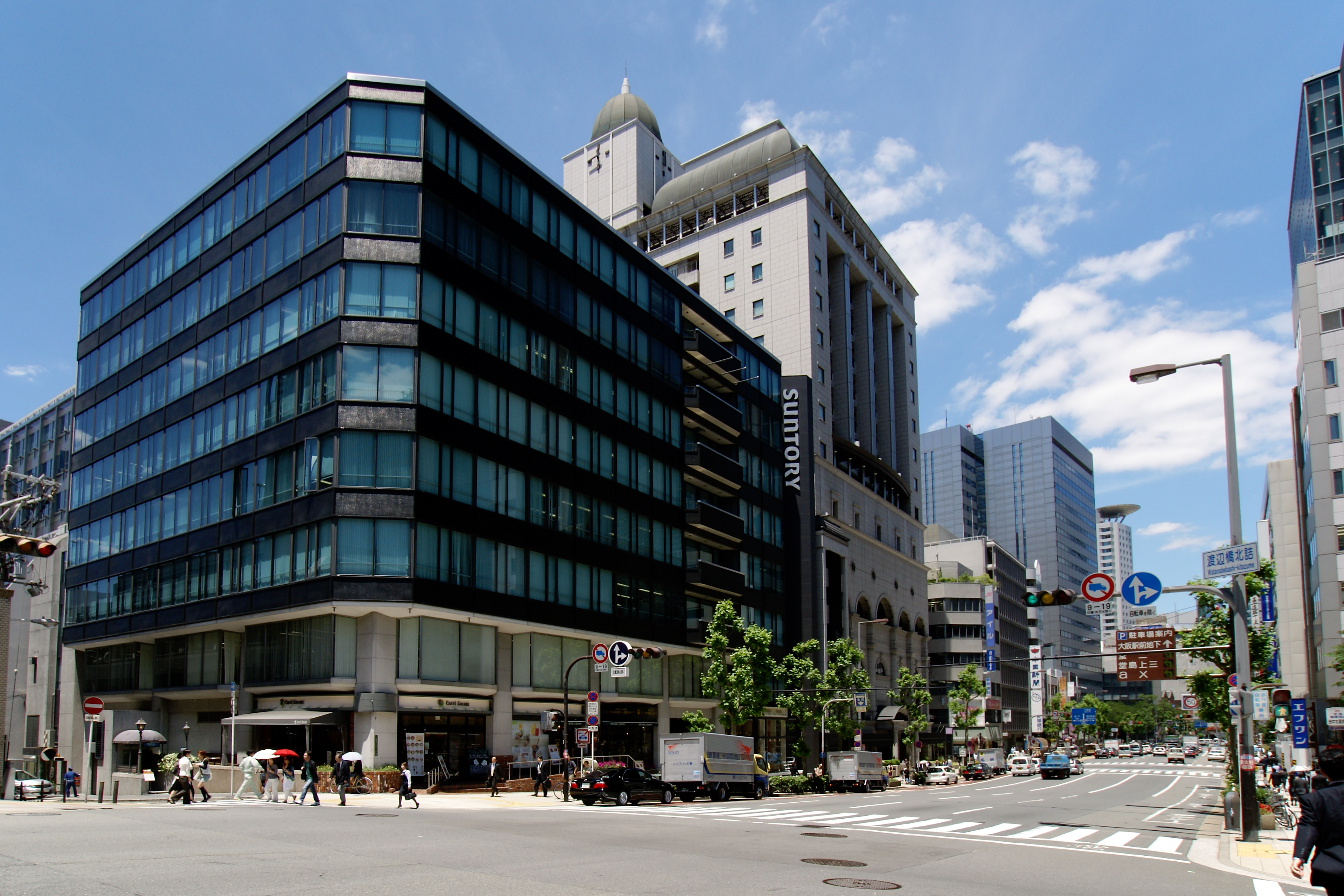
サントリービルディング

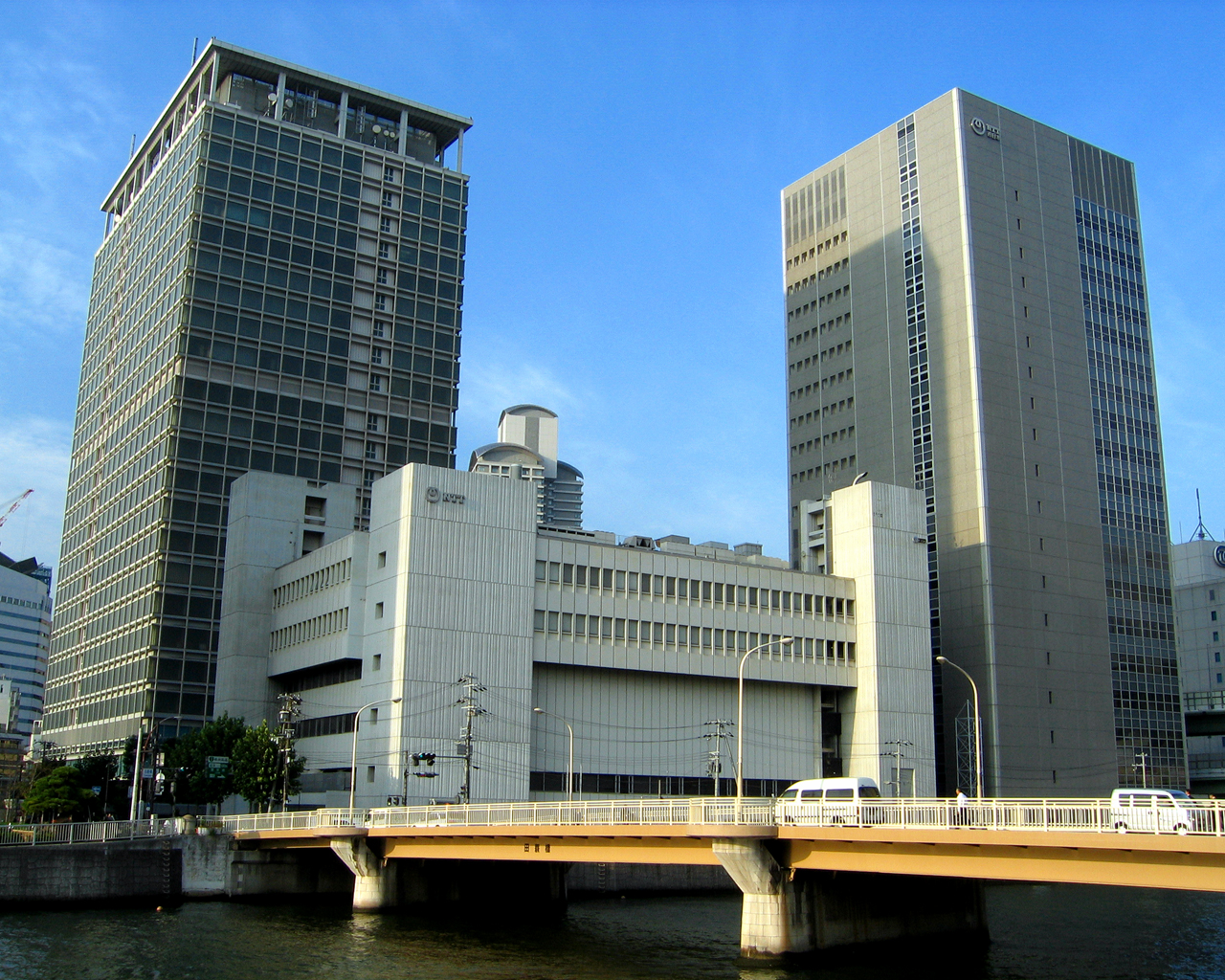
NTTテレパーク堂島

- 堂島新地裏町・堂島弥左衛門町・堂島永来町（どうじまえらちょう）・堂島裏2 - 1丁目
- 堂島新地北町・堂島船大工町
- 堂島新地中3 - 1丁目
- 堂島新船町（どうじましんふねちょう）・堂島新地5 - 1丁目

1871年（明治4年）に堂島新地5 - 1丁目を堂島浜5 - 1丁目に改称。
1872年（明治5年）に以下の通りに改編（北から南の順）。
- 堂島裏3 - 1丁目
- 堂島北町・堂島船大工町
- 堂島中2 - 1丁目
- 堂島浜通4 - 1丁目

1925年（大正14年）に堂島裏3 - 1丁目を堂島上3 - 1丁目に改称。
1943年（昭和18年）に堂島浜通4 - 3丁目が新設の福島区へ転属となり、上福島南1丁目の江戸堀十三線（筑前橋・田蓑橋・梅田橋跡を結ぶ道路）以東が北区へ転属となる。
1944年（昭和19年）に堂島浜通2丁目の堂島掘割以西・上福島南1丁目（北区側）・西梅田町の国道2号以南を統合して堂島西町となる。堂島船大工町・堂島浜通1丁目のそれぞれ御堂筋以東を絹笠町（のち西天満に改称）へ編入。
1975年（昭和50年）に福島区側が福島・玉川の現行住居表示を実施。
1978年（昭和53年）に北区側が堂島・堂島浜・西天満の現行住居表示を実施。

## 世帯数と人口
2019年（平成31年）3月31日現在の世帯数と人口は以下の通りである。
| 丁目       | 世帯数  | 人口  |
| ---------- | ------- | ----- |
| 堂島一丁目 | 20世帯  | 31人  |
| 堂島二丁目 | 311世帯 | 408人 |
| 堂島三丁目 | 68世帯  | 100人 |
| 計         | 399世帯 | 539人 |

### 人口の変遷
国勢調査による人口の推移。
| 1995年（平成7年）  | 216人 | [ 5 ] |  |
| 2000年（平成12年） | 179人 | [ 6 ] |  |
| 2005年（平成17年） | 192人 | [ 7 ] |  |
| 2010年（平成22年） | 160人 | [ 8 ] |  |
| 2015年（平成27年） | 464人 | [ 9 ] |  |

### 世帯数の変遷
国勢調査による世帯数の推移。
| 1995年（平成7年）  | 105世帯 | [ 5 ] |  |
| 2000年（平成12年） | 94世帯  | [ 6 ] |  |
| 2005年（平成17年） | 105世帯 | [ 7 ] |  |
| 2010年（平成22年） | 103世帯 | [ 8 ] |  |
| 2015年（平成27年） | 323世帯 | [ 9 ] |  |

## 学区
市立小・中学校に通う場合、学区は以下の通りとなる。北区内の全ての市立中学校と、大阪市内の小中一貫校が対象で学校選択が可能（抽選を実施）。
| 丁目       | 番   | 小学校             | 中学校             |
| ---------- | ---- | ------------------ | ------------------ |
| 堂島一丁目 | 全域 | 大阪市立扇町小学校 | 大阪市立天満中学校 |
| 堂島二丁目 | 全域 | 大阪市立扇町小学校 | 大阪市立天満中学校 |
| 堂島三丁目 | 全域 | 大阪市立扇町小学校 | 大阪市立天満中学校 |

## 事業所
2016年（平成28年）現在の経済センサス調査による事業所数と従業員数は以下の通りである。
| 丁目       | 事業所数    | 従業員数 |
| ---------- | ----------- | -------- |
| 堂島一丁目 | 740事業所   | 11,539人 |
| 堂島二丁目 | 416事業所   | 15,357人 |
| 堂島三丁目 | 56事業所    | 2,010人  |
| 計         | 1,212事業所 | 28,906人 |

## 主な通り名
北から順
- 堂島上通り
- 堂島船大工通り
- 堂島中通り
- 堂島浜通り

## 主な施設・名所
- クラブ関西
- 中央電気倶楽部
- ドージマ地下センター
- 堂島ホテル
- 堂島リバーフォーラム
- 浄祐寺

## 堂島に本社を置く主な企業
堂島浜
- モンシェール
- サントリーホールディングス
- 東洋紡

堂島
- 大建工業
- 西日本高速道路（NEXCO西日本）
- 中日新聞社 大阪支社

## 堂島に建つ主な高層ビル
堂島浜
- 大阪三菱ビル
- 新ダイビル
- ANAクラウンプラザホテル大阪
- アクア堂島
- サントリービルディング
- 古河大阪ビル
- 堂島アクシスビル
- 東洋紡ビルディング

堂島
- 堂島アバンザ
- 堂島プラザビル
- ホテルエルセラーン大阪
- 近鉄堂島ビル
- 京阪堂島ビル
- 堂島 ザ・レジデンス マークタワー
- 電通堂島ビル
- 新藤田ビル
- NTTテレパーク堂島
  - NTTデータ堂島ビル
  - テレパーク堂島第一ビル
  - テレパーク堂島第二ビル
  - テレパーク堂島第三ビル

福島
- 大阪中之島合同庁舎
- ほたるまち
  - The Tower Osaka
- クレヴィアタワー中之島
- リバーサイドタワー中之島

玉川
- キングマンション堂島川

## その他

### 日本郵便
- 〒 530-0003[3]（集配局：大阪北郵便局[12]）